# Temporada da NHL de 1958–59
A temporada da NHL de 1958–59 foi a 42.ª  temporada da National Hockey League (NHL). Seis times jogaram 70 partidas cada. O Montreal Canadiens foi o campeão da Stanley Cup ao bater o Toronto Maple Leafs por 4-1 na série melhor de 7 da final. Essa marcou a quarta vitória consecutiva da Stanley Cup para os Canadiens, que se tornaram o primeiro time a vencer quatro em uma sequência.

## Temporada Regular
O Toronto Maple Leafs, último colocado da temporada anterior, subiu Johnny Bower para dividir o papel de goleiro com Ed Chadwick e fortaleceu a defesa com a contratação de Carl Brewer e Allan Stanley para ajudarem Tim Horton e Bobby Baun. Toronto estava em seu caminho para melhorar.
Ralph Backstrom e Jean Beliveau marcaram 2 gols cada na vitória por 9–1 de Montreal no Montreal Forum em 23 de outubro. Rudy Pilous, técnico dos Black Hawks, estava longe da satisfação com a performance de seu time e multou os jogadores em $100 pelo fraco desempenho.
Beliveau teve um hat-trick em 29 de novembro na vitória de Montreal sobre Detroit por 6–2 no Forum. Gordie Howe estava lesionado por uma colisão com Doug Harvey próximo ao fim do primeiro período e foi levado ao hospital. Não houve danos sérios e Howe foi ovacionado quando retornou no terceiro período. Na noite seguinte, Montreal passou de forma forte pelos Red Wingspor 7–0, com Jacques Plante conseguindo seu terceiro jogo sem ser vazado na temporada.
Em 3 de janeiro, Harvey estava de volta ao time titular dos Canadiens e marcou 2 gols na vitória por 5–1 sobre o New York Rangers no Forum. Um público de 14.711 pessoas presenciou uma grande confusão no final da partida. No último minuto de jogo, Plante recebeu duas penalizações, uma delas grave, o que desencadeou a briga. Jimmy Bartlett havia patinado em direção a Plante, e ele retaliou com um soco em Bartlett. Em pouco tempo, todos os jogadores no gelo estavam envolvidos, exceto o goleiro dos Rangers Gump Worsley, que decidiu não participar de uma confusão sem nexo. O árbitro Dalton McArthur deu a Bartlett uma dupla penalização grave, uma por desafiar e outra por brigar, e uma penalização por má-conduta. Harvey e Lou Fontinato também receberam penalizações graves. 
Em 1 de fevereiro, os Rangers superaram os Red Wings por 5–4 no Madison Square Garden. Lou Fontinato ficou furioso quando Gordie Howe atingiu Eddie Shack na orelha com seu taco, e desafiou o asa direita. Howe terminou a confusão com um murro que quebrou o nariz de Fontinato e o deixou vários graus fora de seu centro. Em 5 de feveiro, os Rangers bateram os Wings por 5–0 com Worsley sem levar gol. O técnico de Detroit, Sid Abel, antigo central de Howe, estava furioso com seu time e multou 14 jogadores em $100 cada por jogarem o que ele definiu como "o pior jogo de hóquei que ele viu em 20 anos".
Em 15 de fevereiro, no Madison Square Garden, o Gumper tinha Montreal sem censeguir vazá-lo com dez minutos pro fim do jogo. Então os Canadiens marcaram 5 gols para vencerem por 5-1. O técnico Phil Watson estava com o rosto vermelho e gritou com todos os jogadores dos Rangers e ordenou a todos os jogadores, exceto Worsley, que haviam jogado, um trabalho pós-jogo. Watson disse que Worsley não havia jogado tão mal. O administrador geral Muzz Patrick disse que o trabalho era em troca de multas.
Com cinco jogos para o fim da temporada, os Rangers tinham uma liderança de sete pontos sobre Toronto. Então os Rangers entraram em uma queda fatal, e os Leafs ficaram quentes. O jogo-chave foi disputado em 19 de março entre Toronto e os Canadiens. Plante não poderia jogar devido a um severo caso de febre, então os Canadiens usaram Claude Pronovost no gol. Ele foi bombardeado com 5 gols antes que o treinador Toe Blake o retirasse no terceiro período. Ele foi substituído por outro desconhecido, Claude Cyr. Foi seu primeiro e último jogo da  NHL. Ele entregou apenas um gol no restante do caminho, mas o estrago já estava feito. Toronto venceu por 6–3. Os Canadiens subiram o mais capaz Charlie Hodge do Montreal Royals e, em 22 de março, ele bateu os Rangers por 4–2. Os Rangers ainda tinham uma chance de fazerem os playoffs se Detroit batesse Toronto. Os Red Wings tinham uma liderança por 3–0 que sofreu um colapso, e os Leafs venceram por 6–4 e eliminaram os Rangers e se classificaram aos playoffs.
O Montreal Canadiens novamente ficaram em primeiro na temporada regular e novamente seus jogadores dominaram as indicações das Estrelas (com seis de um máximo de doze, o mesmo número de 1956) e de troféus. Jacques Plante venceu seu quarto Troféu Vezina seguido, Tom Johnson ganhou o Troféu Memorial James Norris, terminando com o monopólio de quatro anos do colega de time Doug Harvey , e Dickie Moore venceu o Troféu Art Ross, estabelecendo um novo recorde de total de pontos em uma temporada: com uma campanha de 41 gols e 55 assistências, "Digger" quebrou o recorde de "Mr. Hockey" por um único ponto.
Essa temporada marcou a última vez até 1967 onde seria visto um jogador na ativa que não havia jogado nos Seis Originais. O ex-jogador dos Brooklyn Americans Ken Mosdell jogou 2 partidas pós-temporada pelos Canadiens naquele ano, e aposentou-se após Montreal ganhar a Copa.

### Classificação Final
Nota: PJ = Partidas Jogadas, V = Vitórias, D = Derrotas, E = Empates, Pts = Pontos, GP = Gols pró, GC = Gols contra, PEM = Penalizações em minutos
| National Hockey League | PJ | V  | D  | E  | Pts | GP  | GC  | PEM |
| ---------------------- | -- | -- | -- | -- | --- | --- | --- | --- |
| Montreal Canadiens     | 70 | 39 | 18 | 13 | 91  | 258 | 158 | 760 |
| Boston Bruins          | 70 | 32 | 29 | 9  | 73  | 205 | 215 | 838 |
| Chicago Black Hawks    | 70 | 28 | 29 | 13 | 69  | 197 | 208 | 921 |
| Toronto Maple Leafs    | 70 | 27 | 32 | 11 | 65  | 189 | 201 | 846 |
| New York Rangers       | 70 | 26 | 32 | 12 | 64  | 201 | 217 | 860 |
| Detroit Red Wings      | 70 | 25 | 37 | 8  | 58  | 167 | 218 | 613 |

### Artilheiros
PJ = Partidas Jogadas, G = Gols, A = Assistências, Pts = Pontos, PEM = Penalizações em Minutos
| Jogador               | Time                | PJ | G  | A  | Pts | PEM |
| --------------------- | ------------------- | -- | -- | -- | --- | --- |
| Dickie Moore          | Montreal Canadiens  | 70 | 41 | 55 | 96  | 61  |
| Jean Beliveau         | Montreal Canadiens  | 64 | 45 | 46 | 91  | 67  |
| Andy Bathgate         | New York Rangers    | 70 | 40 | 48 | 88  | 48  |
| Gordie Howe           | Detroit Red Wings   | 70 | 32 | 46 | 78  | 57  |
| Ed Litzenberger       | Chicago Black Hawks | 70 | 33 | 44 | 77  | 37  |
| Bernie Geoffrion      | Montreal Canadiens  | 59 | 22 | 44 | 66  | 30  |
| George "Red" Sullivan | New York Rangers    | 70 | 21 | 42 | 63  | 56  |
| Andy Hebenton         | New York Rangers    | 70 | 33 | 29 | 62  | 8   |
| Don McKenney          | Boston Bruins       | 70 | 32 | 30 | 62  | 20  |
| Tod Sloan             | Chicago Black Hawks | 59 | 27 | 35 | 62  | 79  |

## Prêmios da NHL
| Prêmios da NHL de 1958-59     | Prêmios da NHL de 1958-59           |
| ----------------------------- | ----------------------------------- |
| Troféu Príncipe de Gales:     | Montreal Canadiens                  |
| Troféu Art Ross:              | Dickie Moore, Montreal Canadiens    |
| Troféu Memorial Calder:       | Ralph Backstrom, Montreal Canadiens |
| Troféu Memorial Hart:         | Andy Bathgate, New York Rangers     |
| Troféu Memorial James Norris: | Tom Johnson, Montreal Canadiens     |
| Troféu Memorial Lady Byng:    | Alex Delvecchio, Detroit Red Wings  |
| Troféu Vezina:                | Jacques Plante, Montreal Canadiens  |

### Times das Estrelas
| Primeiro Time                      | Position | Segundo Time                        |
| ---------------------------------- | -------- | ----------------------------------- |
| Jacques Plante, Montreal Canadiens | G        | Terry Sawchuk, Detroit Red Wings    |
| Tom Johnson, Montreal Canadiens    | D        | Marcel Pronovost, Detroit Red Wings |
| Bill Gadsby, New York Rangers      | D        | Doug Harvey, Montreal Canadiens     |
| Jean Beliveau, Montreal Canadiens  | C        | Henri Richard, Montreal Canadiens   |
| Andy Bathgate, New York Rangers    | RW       | Gordie Howe, Detroit Red Wings      |
| Dickie Moore, Montreal Canadiens   | LW       | Alex Delvecchio, Detroit Red Wings  |

## Estreias
O seguinte é uma lista de jogadores importantes que jogaram seu primeiro jogo na NHL em 1958-59 (listados com seu primeiro time, asterisco(*) marca estreia nos play-offs):
- Stan Mikita, Chicago Black Hawks
- John McKenzie, Chicago Black Hawks
- Johnny Bucyk, Detroit Red Wings
- Bill Hicke*, Montreal Canadiens
- Eddie Shack, New York Rangers

## Últimos Jogos
O seguinte é uma lista de jogadores importantes que jogaram seu último jogo na NHL em 1958-59 (listados com seu último time):
- Earl Reibel, Boston Bruins
- Real Chevrefils, Boston Bruins
- Danny Lewicki, Chicago Black Hawks
- Gus Mortson, Detroit Red Wings
- Kenny Mosdell, Montreal Canadiens
- Wally Hergesheimer, New York Rangers